# Когда я был маленьким

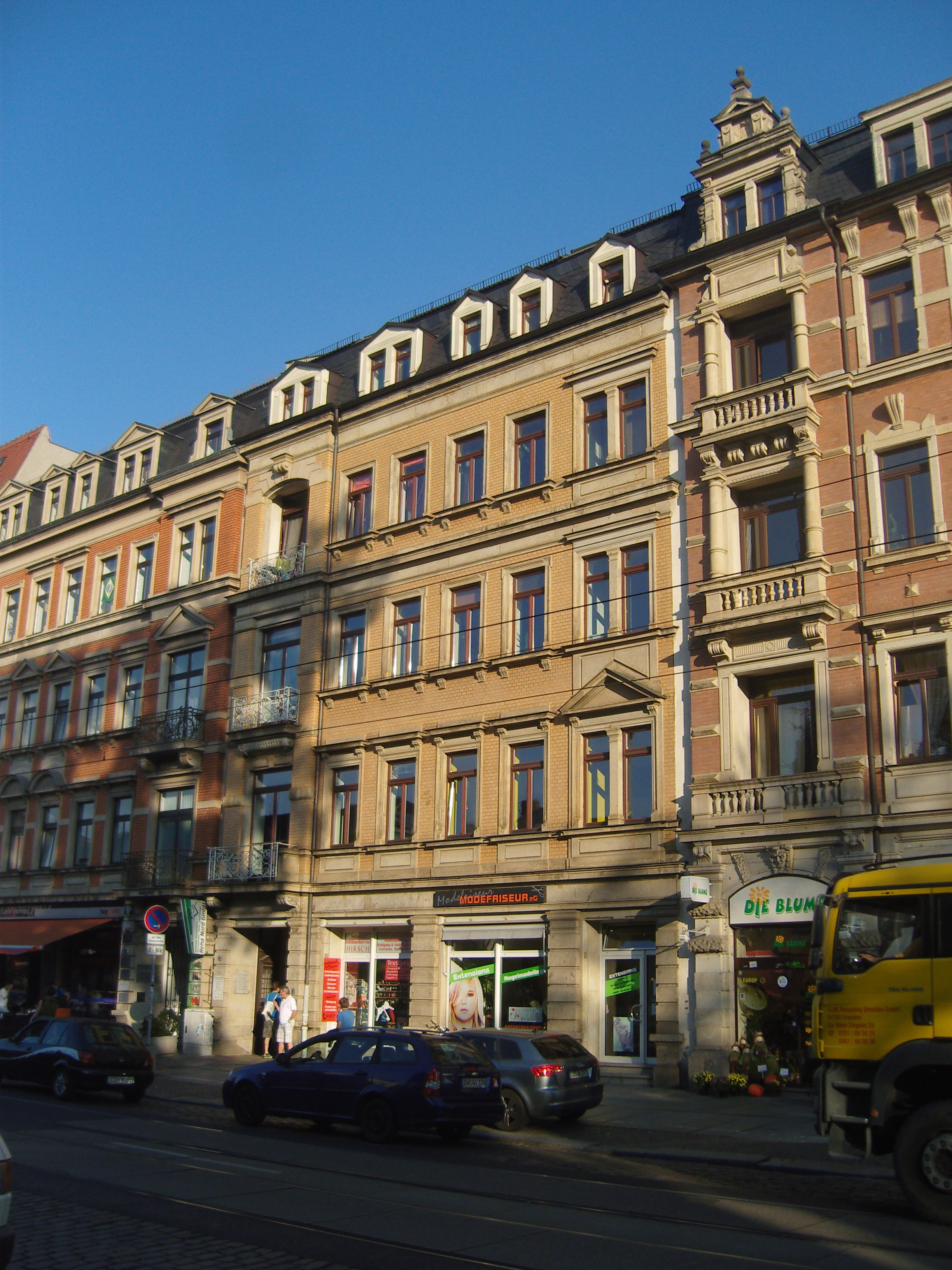
Дом в Дрездене на Кёнигсбрюккер-штрассе, 66, где родился Эрих Кестнер

«Когда я был маленьким» (нем. Als ich ein kleiner Junge war) — автобиографическая повесть немецкого писателя Эриха Кестнера, изданная в 1957 году. Книга написана для детей, к которым автор не раз обращается «дорогие дети». Эрих Кестнер, родившийся в 1899 году, рассказывает историю своей семьи, сообщает о многих даже отдалённых родственниках и повествует о собственном детстве, проведённом в Дрездене. Книга заканчивается на событиях августа 1914 года, связанных с началом Первой мировой войны, когда Эриху Кестнеру исполнилось 15 лет. Автобиографическая информация содержится и в других произведениях Кестнера для детей — «Кнопка и Антон» и «Эмиль и сыщики».

## Содержание
Со времён детства автора минуло пятьдесят лет. В предисловии к повести он вспоминает конки, когда вожатый был заодно кучером, узкие длинные юбки-ковыляшки и огромные с колесо шляпки с исполинскими перьями и булавками, которые по моде того времени носили женщины, популярные наусники, разрекламированные придворным парикмахером кайзера Германии, впечатляющие военные парады, устраивавшиеся в честь дня рождения короля Саксонии Фридриха Августа. Дрезденцы любили своего короля, которому нравилось в одиночестве прогуливаться по городу в Рождество, останавливаясь перед освещёнными витринами, и немного жалели саксонского монарха и маленьких принцев и принцесс, потому что его жена, королева Саксонская Луиза, сбежала из дворца с итальянским скрипачом Тозелли, выставив короля на посмешище.
Рассказ о своих предках Кестнер начинает с деда по отцу Кристиана Готлиба Кестнера, столяра из саксонского городка Пенинга, жена Лора родила ему одиннадцать детей. Двое сыновей Кристиана Готлиба тоже стали столярами, один — кузнецом, а отец автора обучился седельному и шорному делу. Как считает Кестнер, именно от своих предков он унаследовал ремесленную добросовестность в работе. От дяди Германа ему достался гимнастический талант. Удивительной для многих семейной особенностью Кестнеров является нелюбовь к путешествиям и перемене мест, но как водится у ремесленников, чтобы стать мастерами, предкам Кестнера пришлось поработать странствующими подмастерьями в чужих краях. Сам Кестнер тоже поколесил по свету, чтобы стать мастером в своём ремесле.
Мать Эриха Кестнера происходит из старинного рода булочников Августинов из Дёбельна, семейная хроника которых восходит к 1568 году. В этот год предок Кестнера булочник Ганс Августин был оштрафован в Дёбельне за то, что выпекал хлеба меньше положенного размера и угодил в годовую ведомость города. О следующих за Гансом поколениях Августинов также сохранились документальные свидетельства. Несмотря на потери и лишения, которые несли за собой войны, Августины сохраняли достаток и оставались булочниками в течение трёх столетий, и только прадед Кестнера занялся извозным ремеслом. Несколько дядей Эриха Кестнера начинали как мясники, но позднее занялись торговлей лошадьми и добились в этом деле большого успеха и богатства. Мать Кестнера Ида до замужества работала горничной в поместье близ Лейснига, а также сиделкой у парализованной дамы и в 1892 году от безвыходности и без особой любви вышла замуж за Эмиля Кестнера, седельника из Дёбельна, с которым её познакомили старшие сёстры. Молодая чета открыла седельную мастерскую в Дёбельне, но Эмиль был хорошим мастером, но плохим дельцом и в 1895 году был вынужден продать свою мастерскую с убытком. Позднее по рекомендации богатого родственника родители Кестнера переехали в столицу Саксонии Дрезден, где Эмиль намеревался устроиться рабочим на чемоданную фабрику Липольда. Денег не хватало, и Ида устроилась работать швеёй на дому.
Эрих Кестнер с большой любовью описывает красоту своего родного города и упоминает многие его достопримечательности и сокрушается о том, что старый Дрезден был стёрт за одну ночь и одним мановением руки во время Второй мировой войны во время бомбардировки 13 февраля 1945 года. Семья Кестнеров проживала в Дрездене на Кёнигсбрюккер-штрассе и несколько раз переезжала из одной квартиры многоэтажного дома в другую. Маленький Эмиль играл в оловянных солдатиков и рыцарский замок на лестничной площадке. Кестнеры сдавали комнату в квартире школьным учителям, и Эрих с детства, ещё не умея читать и писать, мечтал стать учителем. Позднее Кестнер с блеском учился в учительской семинарии, но к концу учёбы осознал, что хочет не учить, а учиться в университете.
В шесть лет Эрих Кестнер вступил в гимнастическое общество Ной- и Антонштадта и стал неплохим гимнастом, но предпочёл заниматься гимнастикой для собственного удовольствия, а не ради спортивных побед. Первый школьный день Эриха Кестнера омрачил порвавшийся традиционный фунтик со сладостями. Семилетний мальчик сумел убедить маму позволить ему самостоятельно ходить в школу и лишь по прошествии времени узнал, что мама первое время тайком провожала его до ворот школы каждый день. Привыкнув к школе, Кестнер был прилежным учеником и никогда не пропускал занятий. Научившись читать, Эрих Кестнер сохранил любовь к чтению на всю жизнь.